# Andrea Bartolucci
Andrea Bartolucci (Pesaro, 13 marzo 1985) è un ex cestista italiano.